# Jardí francès
El jardí francès (jardí a la francesa) o jardí clàssic és un jardí amb ambició estètica i simbòlica. Porta al seu apogeu l'art de corregir la natura per imposar-hi la simetria. Expressa el desig d'exaltar en el vegetal el triomf de l'ordre sobre el desordre, de la cultura sobre la natura salvatge, de la reflexió sobre l'espontaneïtat. Culmina al segle xvii amb la creació per a Lluís XIV del jardí a la francesa aviat copiat per totes les corts d'Europa.

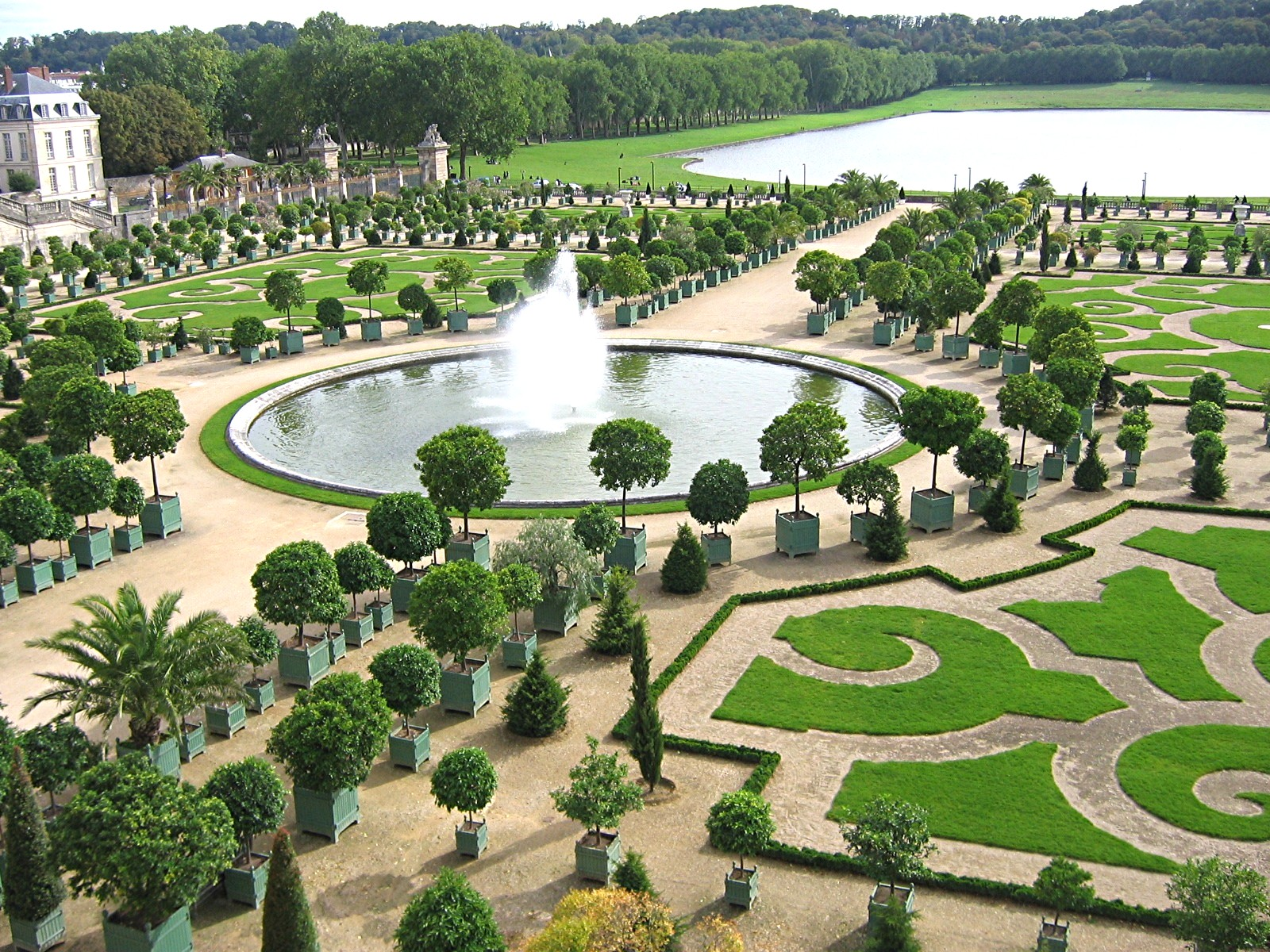
Parterres de l'Orangerie del château de Versailles

## Les lleis de composició
L'organització del jardí a la francesa, hereu del jardí italià, és fixada des de mitjans del segle xvi.
Philibert de l'Orme, a la seva tornada de Roma el 1536, realitza els jardins d'Anet. Porta del seu viatge aquest sentit de la proporció que mancava als jardins francesos, encara massa embrutits pel model del jardí tancat medieval.
L'harmonia sàviament calculada en el disseny dels parterres i l'ús de les superfícies d'aigua integrant-se a les parts de verdor són els primers exemples del que constitueix l'esperit del jardí clàssic:
- el pla és geomètric i explota plenament les noves descobertes de l'òptica;
- una terrassa sobrealçada el domina i permet al visitant sotmetre a un sol cop d'ull l'arranjament del jardí;
- un eix perspectiu passa pels pisos. Sobre aquest eix s'ordenen simètricament:
  - els passeigs;
  - les figures geomètriques dels parterres i basses;
  - les alineacions d'arbres.

Els espais lliures d'aquest pla perfecte són ocupats pels brodats de boixos tallats, els parterres i els bosquets. Els passeigs són guarnits per estàtues i topiàries.

## Els jardins d'arquitectes

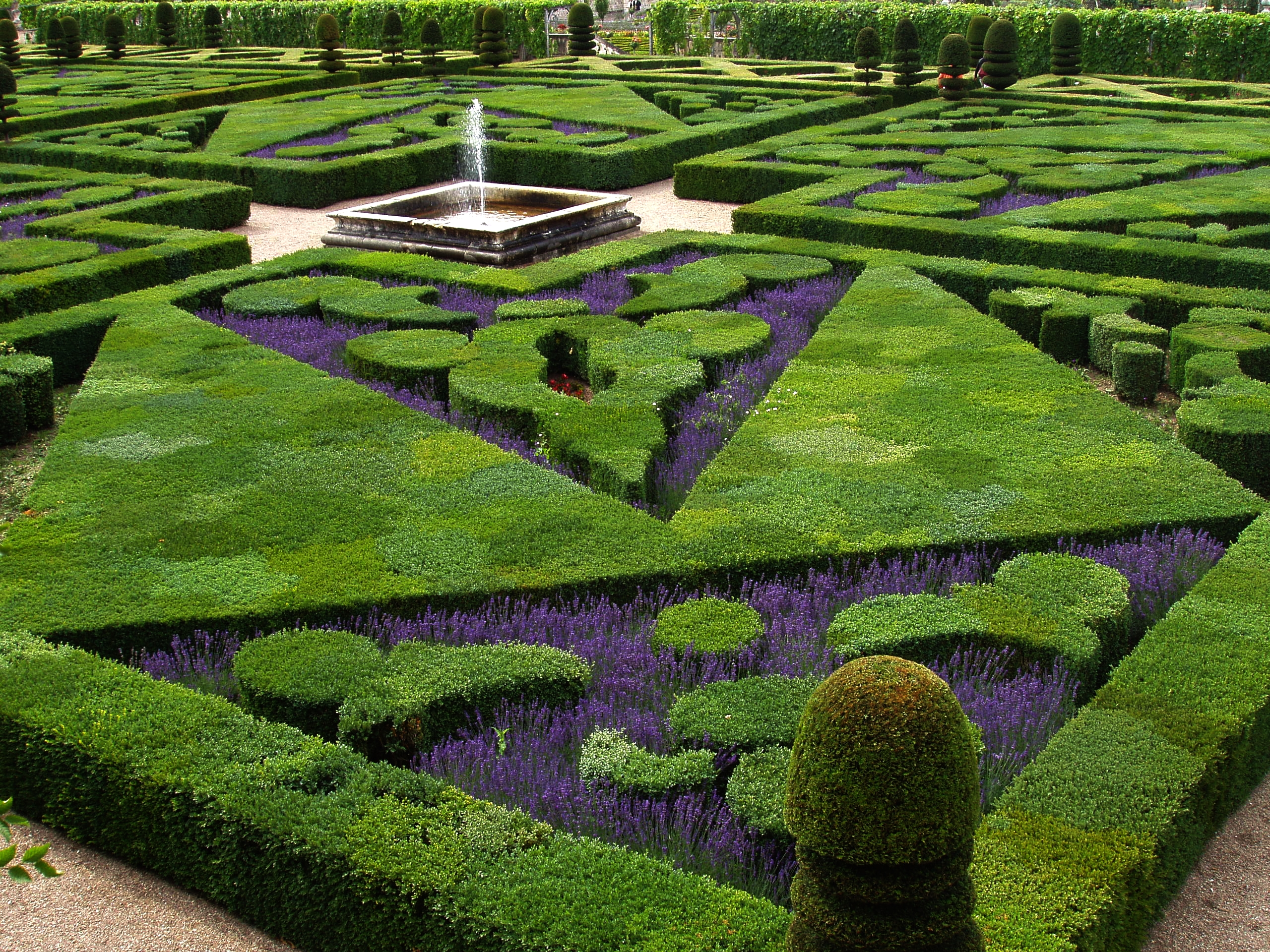
Brodats de boix als jardins del château de Villandry

Formats en el dibuix d'arquitectura, els dissenyadors de jardins francesos del segle xvii deixen transparentar el predomini d'aquest art major sobre tots els altres.
El jardí francès és el prolongament de la casa. Domestica i ordena la natura segons els principis de la geometria, de l'òptica i de la perspectiva. El jardí és dibuixat com un edifici, en una successió de cambres que el visitant travessa segons un recorregut preestablert, del vestíbul a les cambres d'aparat.
El vocabulari arquitectural emprat en la descripció del jardí a la francesa tradueix sense ambigüitat les intencions del dibuixant. S'hi parla de sales, de cambres o de teatres de verdor. Un es desplaça entre murs de bedollars o al llarg d'escales d'aigua. Es recobreix el sòl de catifes de gespa adornades amb boix, els arbres són tallats en cortina al llarg dels passeigs.
Els tècnics hidràulics utilitzen tots els seus recursos per moblar sumptuosament el jardí. L'aigua reprodueix la lluentor del cristall, les basses juguen el paper de miralls. Al bosquet de l'Aiguamoll a Versalles, el paisatgista de Lluís XIV André Le Nôtre disposa taules de marbre blanc i vermell per servir bufets. L'aigua escapant-se fabrica garrafes, vidres i gerros virtuals que imiten el cristall.

## La perspectiva corregida
El jardí a la francesa no es pot reduir a l'aplicació rigorosa dels traçats geomètrics i de les lleis de la perspectiva. Des de la publicació dels primers tractats, al començament del segle xvii, capítols complets són consagrats a la perspectiva corregida. A diferència de la perspectiva òptica, essencialment teòrica, la perspectiva corregida anticipa les deformacions vinculades als efectes de fugida.
Aquestes observacions neixen de les solucions originals: ampliació progressiva dels passeigs i dels compartiments per escurçar l'escala del jardí (Vaux-le-Vicomte), separació de les alineacions d'arbres respecte de l'eix teòric (Tanlay).
La llibertat presa pels dissenyadors de jardins a la francesa amb les regles de la perspectiva ideal els permet evitar la rigidesa de la geometria. Amb la demanda creixent al llarg del segle xvii de jardins cada vegada més ambiciosos, s'assistirà a una inversió dels valors. A Chantilly com a Saint-Germain, el jardí ja no és el prolongament del castell però el castell ha esdevingut un dels accessoris del jardí, del qual n'ocupa ara una part.

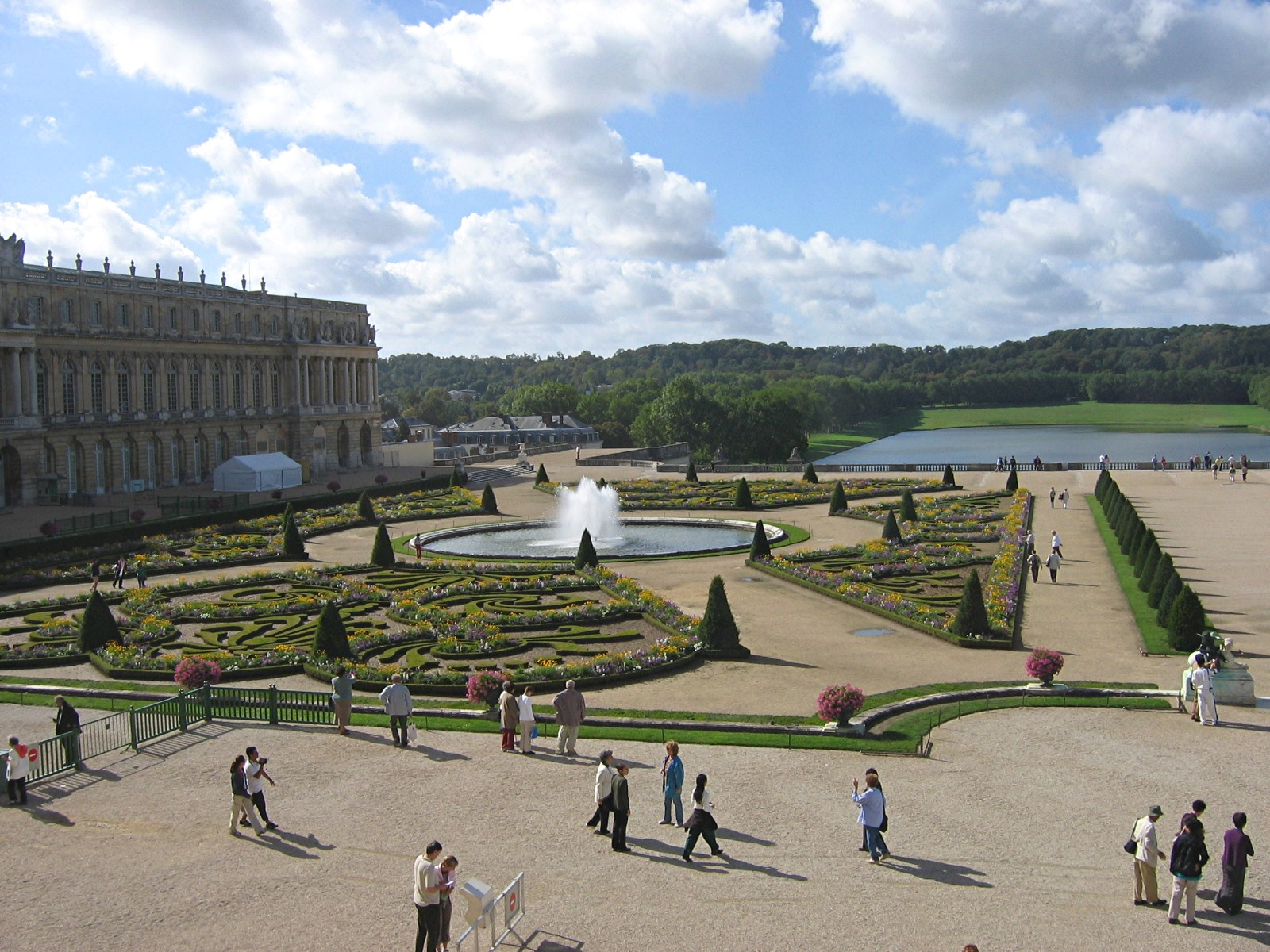
Jardí a la francesa del Palau de Versalles

## Principals jardins a la francesa
- Château de Hautefort a Dordonya - Jardins a la francesa i Parc a l'anglesa.
- Potager du château de la Roche-Guyon del château de La Roche-Guyon
- Château de Breteuil
- Château de Chantilly
- Château de Josselin
- Jardin du Luxembourg a París
- Parc de Saint-Cloud
- Parc de Sceaux
- Château de Saint-Germain-en-Laye
- Château de Vaux-le-Vicomte
- Parc del Palau de Versalles
- Château de Villandry
- Jardin des Tuileries a París
- Jardin de l'évêché de Castres per André Le Nôtre el 1616
- Jardin du Pavillon de Galon - jardí a la francesa contemporani al cor del Parc du Luberon.